# Lehrhof (Luksemburg)
Lehrhof (lb. Léierhaff, op der Léier) – mała miejscowość (lieu-dit) w zachodnim Luksemburgu, w kantonie Redange, w gminie Grosbous-Wahl. Do 3 października 2015 miejscowość leżała w dystrykcie Diekirch.